# Chiến dịch giải phóng Novorossiysk
Chiến dịch giải phóng Novorossiysk là cuộc tấn công chiến thuật của Tập đoàn quân 18 và Hạm đội Biển Đen (Liên Xô) từ ngày 10 đến ngày 16 tháng 9 năm 1943 để thu hồi thành phố và quân cảng Novorossiysk trong cuộc Chiến tranh vệ quốc vĩ đại. Mặc dù chiến dịch đổ bộ lên Stenichka (???) và Nam Ozereika hồi tháng 2 năm 1943 không thành công như quân đội Liên Xô đã đánh chiếm và giữ được đầu cầu tại khu vực Myskhako - Stenichka trong 225 ngày đêm, tạo một bàn đạp thuận lợi để tổ chức tấn công giải phóng Novorossiysk sau này và làm phân tán một phần lực lượng của Tập đoàn quân 17 (Đức) đồng thời làm cho Bộ Tổng chỉ huy tối cao quân đội Đức Quốc xã không thể sử dụng Tập đoàn quân 17 vào các hướng mặt trận khác quan trọng hơn.
Khác với chiến dịch Myskhako, cuộc tấn công giải phóng Novorossyisk trung tuần tháng tháng 9 năm 1943 diễn ra với sự phối hợp chặt chẽ hơn giữa Phương diện quân Bắc Kavkaz với Hải quân hạm đội Biển Đen và không quân Liên Xô. Mặt khác, chiến dịch giải phóng Novorossiysk tháng 9 năm 1943 còn nằm trong một kế hoạch hoạt động quân sự chung của toàn bộ Phương diện quân Bắc Kavkaz để giải phóng hoàn toàn bán đảo Taman. Điều này đã làm cho Tập đoàn quân 17 (Đức) không thể chủ động điều lực lượng đi ứng cứu cho các hướng bị uy hiếp khi họ bị tấn công đồng loạt trên toàn tuyến mặt trận và từ phía biển.
Chiến dịch này được tổ chức cùng lúc với Chiến dịch Taman. Cùng thời gian, các Tập đoàn quân 9 và 56 phải tiếp tục tấn công từ phía Đông, đánh thẳng vào chính diện phòng ngự của chủ lực Tập đoàn quân 17 (Đức). Chiến dịch giải phóng Novorossiysk kết thúc nhanh chóng sau một tuần với việc 5 sư đoàn Đức và Romania bị thiệt hại nặng và phải rút khỏi khu vực Novorossyisk về trung tâm bán đảo Taman. Thành công của chiến dịch này đã tạo thêm một mũi tấn công vu hồi để Phương diện quân Bắc Kavkaz (Liên Xô) tiếp tục cuộc tấn công giải phóng bán đảo Taman bị quân đội Đức Quốc xã chiếm đóng từ tháng 8 năm 1942.

## Bối cảnh
Sau thắng lợi trong chiến dịch phòng ngự phản công Kursk, quân đội Liên Xô đã giành lại được quyền chủ động chiến lược và liên tiếp mở các chiến dịch Kutuzov, Nguyên soái Rumyantsev, Smolensk (1943), Donbas, Dniepr... đẩy quân đội Đức Quốc xã trên mặt trận Xô Đức vào thế bị động đối phó. Thất bại nặng nề của quân đội Đức Quốc xã tại trận Kursk đã gây nên cho họ cuộc khủng hoảng quân số, vũ khí và phương tiện chiến tranh vào nửa cuối năm 1943 với trên 1,5 triệu quân bị loại khỏi vòng chiến đấu. Số quân bổ sung từ nước Đức không đủ bù đắp được thiệt hại, Bộ chỉ huy tối cao quân đội Đức Quốc xã phải rút bớt quân ở các hướng thứ yếu để tăng cường cho các mặt trận chủ yếu quyết định số phận cuộc chiến. Đến ngày 27 tháng 8, Tập đoàn quân 17 (Đức) ở Taman chỉ còn 12 sư đoàn, giảm 6 sư đoàn so với hồi tháng 4 năm 1943.
Để bù đắp cho sự thiếu hụt về quân số trong tác chiến phòng thủ, quân đội Đức Quốc xã đã biến cả khu vực phía bắc bán đảo Myskhako thành một vùng trắng dày đặc bãi mìn và các hỏa điểm phòng thủ. Trên chiều dài 12 km của trận tuyến cắt ngang bán đảo, Quân đoàn xung kích 5 (Đức) đã bố trí 65 hỏa điểm, 41 bãi mìn có tổng chiều dài 3,6 km sâu 400 m, 4 lớp rào thép gai có tổng chiều dài 36 km, mỗi lớp sâu từ 25 đến 40 m; 24 km hào chiến đấu và 15 hầm trú ẩn cỡ lớn. Chiến thuật "chui xuống đất" của quân đội Đức Quốc xã và Romania tại đây đã có những tác dụng phòng tránh khá tốt trước kỏa lực của pháo hạm và máy bay Liên Xô. Trong thành phố Novorossiysk, Quân đoàn xung kích 5 (Đức) cũng bố trí hơn 500 hỏa điểm trong các ụ chiến đấu và các tòa nhà kiên cố, hơn 30.000 quả mìn chống tăng, chống kỵ binh và bộ binh cũng được gài trên các ngả đường vào thành phố. Tại lối vào quân cảng, hơn 300 quả thủy lôi đã được neo giữ ngầm dưới nước.
Các đơn vị của Tập đoàn quân 18 (Liên Xô) sau khi thay phiên cho hai lữ đoàn hải quân đánh bộ 83 và 225 tại bán đảo Myskhako hồi tháng 4 năm 1943 nay lại chuẩn bị đón hai đơn vị này quay lại tham chiến sau khi được củng cố, bổ sung quân số tại quân cảng dã chiến Gelendzhik. Trong số quân đổ bộ bổ sung còn có thêm tiểu đoàn hải quân đánh bộ 393 và tiểu đoàn đặc nhiệm 290 của NKVD. Việc đổ bộ diễn ra vào tháng 9 với điều kiện khí tượng thủy văn rất tốt, không gặp khó khăn vì bão biển và băng giá như cuộc đổ bộ hồi tháng 2. Để ngăn chặn các chiến hạm Đức vừa được điều đến eo biển Kerch có thể tiến xuống phá rối cuộc đổ bộ, Hạm đội Biển Đen đã điều động đội tàu phóng lôi cao tốc do hạm trưởng V. T. Protsenko chỉ huy. Đội tàu này cũng có thể tấn công các công trình phòng thủ ven bờ bằng pháo phản lực Katyusha hoặc pháo hạng nhẹ trên boong. Các tàu vớt mìn cũng được huy động để dọn sạch các bãi thủy lôi do quân Đức thả trên vịnh Tsemass và các vùng nước ven bán đảo Myskhako.

## Binh lực

### Quân đội Liên Xô
- Các đơn vị của Tập đoàn quân 18 do tướng K. N. Leselidze chỉ huy tham gia chiến dịch:[6]
  - Sư đoàn bộ binh 89 gồm các trung đoàn bộ binh 390, 400, 526; trung đoàn pháo binh 531; tiểu đoàn pháo chống tăng 154, tiểu đoàn súng cối 167, các tiểu đoàn trinh sát 219, thông tin 789, công binh 290, quân y 197, vận tải 185, hậu cần 466.
  - Sư đoàn bộ binh 176 gồm các 52, 55, 63; trung đoàn pháo binh 728; tiểu đoàn pháo chống tăng 33; các tiểu đoàn trinh sát 64, thông tin 197, công binh 243, quân y 128, vận tải 368 và hậu cần 105.
  - Sư đoàn bộ binh sơn chiến 318 gồm các trung đoàn bộ binh sơn chiến 1331, 1337, 1339; trung đoàn pháo binh 239; trung đoàn sơn pháo 796; tiểu đoàn pháo chống tăng 433; tiểu đoàn pháo phòng không 787; các tiểu đoàn trinh sát 213, thông tin 917, công binh 344, quân y 279, vận tải 564 và hậu cần 396.
  - Các lữ đoàn bộ binh 8 và 107.
  - Lữ đoàn xe tăng 5;
  - Trung đoàn đặc nhiệm 270 NKVD do trung tá I. V. Pyskarev chỉ huy.
- Các đơn vị của Hạm đội Biển Đen do Phó đô đốc L. A. Vladimirsky chỉ huy tham gia chiến dịch:[7]
  - Hải quân đánh bộ:
    - Lữ đoàn hải quân đánh bộ 255 do đại tá A. S. Potapov chỉ huy;
    - Lữ đoàn hải quân đánh bộ 83 do đại tá P. S. Kharichev chỉ huy;
    - Tiểu đoàn hải quân đánh bộ độc lập 393;

  - Tàu chiến:
    - Tuần dương hạm Krasnyy Krym;
    - Soái hạm Baku;
    - Lữ đoàn tàu phóng lôi số 2 của hạm trưởng bậc 1 V. T. Protsenko;
    - 59 tàu chiến và tàu vận tải cho đoàn đổ bộ lên phía Bắc làng Nam Ozereika do hạm trưởng bậc 2 P. I. Zerzhavin chỉ huy;
    - 18 tàu chiến và tàu vận tải cho đoàn đổ bộ lên Mefodievskoye do thuyền trưởng bậc 1 D. A. Glukhov chỉ huy;
    - 26 tàu chiến và tàu vận tải cho mũi đổ bộ lên bãi Adamovich do hạm trưởng bậc 3 N. F. Mashankin chỉ huy.

  - Không quân Hạm đội Biển Đen: 88 máy bay.
- Quân đoàn 60 của Tập đoàn quân không quân 4 yểm hộ chiến dịch: 58 máy bay tiêm kích, 36 máy bay cường kích, 54 máy bay ném bom.[1]

### Quân đội Đức Quốc xã
Do phản san sẻ bớt binh lực, vũ khí và phương tiện sang hướng Krymskaya, các đơn vị của Quân đoàn bộ binh xung kích 5 do tướng Karl Allmendinger (thay tướng Wilhelm Wetzel chỉ huy từ tháng 7 năm 1943) còn lại để trấn giữ Novorossiysk gồm có:
- Sư đoàn bộ binh 9 của tướng Friedrich Hofmann gồm các trung đoàn bộ binh 36, 57, 116; các trung đoàn pháo binh 45; các tiểu đoàn trinh sát, công binh, thông tin, quân y và hậu cần.
- Sư đoàn bộ binh 73 của tướng Fritz Franek gồm các trung đoàn bộ binh 170, 186, 213, các trung đoàn lựu pháo và pháo chống tăng, các tiểu đoàn trinh sát, thông tin, công binh, hậu cần kỹ thuật
- Sư đoàn bộ binh 10 (Romania);
- Trung đoàn cơ giới 101.
- Các trung đoàn pháo binh 634, 737 và 792;
- Các trung đoàn pháo bờ biển 144, 149, 338, 707, 789;
- Trung đoàn cảnh binh 10 Brandenburg;
- Trung đoàn công binh 617;
- Trung đoàn huấn luyện 615.

## Diễn biến

### Chuẩn bị chiến dịch
Theo kế hoạch được Đại bản doanh Bộ Tổng tư lệnh tối cao quân đội Liên Xô phê duyệt ngày 20 tháng 8 năm 1943, việc tái chiếm Novorossiysk được giao cho hai cánh quân gồm Tập đoàn quân 18 tấn công từ con đường bộ Tuapse - Novorossiysk dọc theo bờ Biển Đen từ Gelendzhik tiến quân qua Grushyovyi (Grushovaya balka) và đánh bọc Novorossiysk từ phía Bắc. Cánh quân thứ hai gồm các đội quân hỗn hợp hải quân đánh bộ Hạm đội Biển Đen và bộ binh Tập đoàn quân 18 đổ bộ lên bán đảo Myskhako, cùng với các lực lượng đã có tại đây tấn công từ phía Nam lên.
Cánh quân hỗn hợp của hải quân đánh bộ Hạm đội Biển Đen và bộ binh Tập đoàn quân 18 được chia làm ba mũi tấn công. Mũi thứ nhất gồm các lữ đoàn hải quân đánh bộ 83 và 255 được đội tàu của P. I. Zerzhavin chở đến và triển khai tại mỏm đất nhô Lyubvy Kholodinik đánh vào tuyến phòng thủ phía Tây Novorossiysk. Mũi thứ hai gồm trung đoàn đặc nhiệm 270 NKVD và tiểu đoàn 393 hải quân đánh bộ được đội tàu của D. A. Glukhov chở đến và đổ quân lên cảng lâm sản Staropassazhirskoy và triển khai tấn công lên phía Tây Bắc thị trấn Mefodievskoye. Nhóm thứ ba gồm lữ đoàn bộ binh 107 được đội tàu của N. F. Mashankin cho đổ bộ lên khu vực nhà máy xi măng "Vô sản" và bãi Adamovich tấn công tuyến phòng thủ của Quân đoàn xung kích 5 (Đức) tại phía Đông Novorossiysk. Để bảo đảm bí mật việc vận chuyển đường biển, các máy bay cường kích của Hạm đội Biển Đen được giao nhiệm vụ thay nhau oanh tạc các vị trí đóng quân của Quân đoàn xung kích 5 (Đức) và phối hợp với pháo binh của Tập đoàn quân 18 từ Kabardinka và Grushyovyi bắn cầm canh vào Novorossiysk trong 2 tiếng đồng hồ trước khi diễn ra cuộc đổ bộ; các thủy phi cơ cũng được huy động để liên tục phá nổ thủy lôi. Các hoạt động trên đã tạo ra những âm thanh lớn, che giấu tiếng động của các đoàn tàu.
Lữ đoàn tàu phóng ngư lôi số 2 của hạm trưởng bậc 1 V. T. Protsenko cũng chia làm ba nhóm yểm hộ cho các mũi đổ bộ. Nhóm tàu tấn công thứ nhất gồm 13 chiếc do hạm trưởng bậc 3 G. D. Dyachenko dùng pháo phản lực Katyusha và ngư lôi biển đối đất phá hủy các công trình phòng thủ của đối phương tại các cứ điểm ven bờ, dọn bãi đổ bộ. Nhóm tàu tấn công thứ hai gồm 6 chiếc do hạm trưởng bậc 2 A. F. Afrikanov đột nhập vào cảng, dùng ngư lôi phá hủy các công trình phòng thủ của đối phương trên cầu cảng, trên các con đê chắn sóng, phá hủy các kho nhiên liệu. Nhóm tàu thứ ba gồm 6 chiếc phối hợp với các pháo hạm và tàu ngầm làm nhiệm vụ yểm hộ các đội tàu đổ bộ. Cánh quân trên bộ có sư đoàn bộ binh 89 của Tập đoàn quân 18 được tăng cường một tiểu đoàn xe tăng (15 chiếc) cũng đã chuyển quân đến Grushyovyi để đánh tập hậu vào Gaiduk, phía Bắc Novorossiysk.
21 giờ 45 đêm 9 tháng 9, các đoàn đổ bộ đã hoàn thành việc xếp quân xuống tàu tại Gelendzhik. 22 giờ, đoàn tàu vận tải gồm 160 tàu nhỏ và thuyền đánh cá có động cơ khởi hành về hướng Novorossiysk.

### Chiến sự tại khu vực Myskhako
Đúng giờ G, 2 giờ 15 phút rạng sáng ngày 10 tháng 9, pháo binh của Tập đoàn quân 18 và các pháo hạm yểm hộ cuộc đổ bộ bắt đầu pháo kích vào Novorossiysk. Cùng thời gian trên, đội tàu quét mìn bắt đầu dùng đạn pháo nổ chậm phá vỡ hàng rào thủy lôi của quân Đức trên cửa vịnh Tsemess, mở một hành lang rộng 1 km cho các đội tàu phóng lôi áp sát. 2 giờ 40 phút, nhóm tàu phóng lôi của A. F. Afrikanov bắt đầu quét sạch các hỏa điểm của quân Đức tại hai con đê chắn sóng phía Đông, phía Tây và dọn bãi đổ bộ tại Staropassazhirskoy. Nhóm tàu phóng lôi do G. D. Dyachenko chỉ huy phối hợp với thiết giáp hạm Krasnyy Krym cũng pháo kích lên cứ điểm Nam Ozereika và các trận địa pháo bờ biển ở phía Tây bán đảo Myskhako và Anapa. Sau 30 phút bị ghìm chặt trong hầm, pháo binh Đức bắt đầu bắn trả. 2 tàu vận tải nhỏ và 3 thuyền đánh cá chở quân của Hạm đội Biển Đen bị đánh đắm, 2 tàu phóng lôi bị hư hại. Tuy nhiên, chỉ sau gần một giờ, quân Đức đã mất 11 hầm pháo, 85 hỏa điểm, 8 kho nhiên liệu, 4 hầm chỉ huy, 5 bãi mìn đã bị nổ tung phần lớn. Phát hiện quân Đức sử dụng ngọn hải đăng dẫn đường vào cảng làm đèn pha chỉ điểm cho pháo bờ biển, soái hạm Baku tập trung hỏa lực bắn phá vào đây và làm nổ tung ngọn hải đăng này sau 10 phút xạ kích. 3 giờ sáng, pháo binh mặt đất và pháo hạm Liên Xô chuyển làn hỏa lực bắn sâu vào trung tâm phòng ngự của quan Đức tại thành phố Novorossiysk, các đội tàu vận tải và thuyến đánh cá bắt đầu đổ quân lên bờ đồng loạt từ ba hướng.
Trên hướng Staropassazhirskoy, toàn bộ 882 quân của tiểu đoàn hải quân đánh bộ 393 đã lên bờ, mang theo 20 pháo chống tăng, 11 súng cối và 42 súng máy, họ bắt đầu dồn quân Đức ra khỏi khu vực cảng lâm sản. Tàu SKA-018 bị trúng đạn pháo của quân Đức và mắc cạn trên bãi bùn nhưng vẫn đổ được quân lên bờ. Pháo binh Đức cũng bắn cháy tàu đổ bộ SKA-064 khi chỉ còn cách bờ 300 m nhưng quân của trung đoàn 270 NKVD đã nhảy xuống biển và tự bơi vào bờ. Một số khác hạ thủy xuồng cứu sinh và đưa các vũ khí nặng lên bờ. Chậm hơn đội thứ hai 5 phút, đội đổ bộ thứ nhất đã hoàn thành việc đổ quân của lữ đoàn hải quân đánh bộ 255 lên mũi Lyubvy Kholodinik lúc 3 giờ 15 phút. Rút kinh nghiệm xương máy từ cuộc đổ bộ tháng 2 năm 1943, hải quân đánh bộ Liên Xô cố gắng vận chuyển càng nhiều đạn lên bờ càng tốt. Sau một giờ, hầu hết số lượng đạn cho súng bộ binh đã được được đưa từ tàu lên, bảo đảm cho mỗi súng trường có 300 viên, mỗi súng máy hoặc tiểu liên có ít nhất 1000 viên. Lương thực dự trữ cũng được đem theo với 10 khẩu phần hàng ngày cho mỗi người.
Qua trinh sát đường không, từ ngày 28 tháng 8, Tập đoàn quân 17 (Đức) đã phát hiện thấy sự tập trung bất thường của Hải quân hạm đội Biển Đen (Liên Xô) tại cảng dã chiến Gelendzhik. Họ đã đi đến một kết luận hợp logic là quân đội Liên Xô chuẩn bị đổ bộ nhưng lại không xác định được địa điểm và thời điểm đổ bộ. Vì vậy, việc báo động sẵn sàng đã được triển khai không chỉ ở các vùng ven biển tại Taman mà còn cả ở Krym và Kerch. Và chính việc duy trì báo động sẵn sàng chiến đấu cao trong suốt hơn 10 ngày dã làm cho quân Đức mệt mỏi. Mặc dù ở thế bị động nhưng quân Đức đã dựng một bức tường hỏa lực gồm pháo binh và súng máy tại rìa bãi đổ bộ, giáp với các khu rừng và triền núi. Các màn hỏa lực này đã gây một số tổn thất cho quân đổ bộ ở khu vực mũi Lyubvy Kholodinik. Tuy nhiên, đã là quá muộn để xoay chuyển tình hình, phối hợp với các lực lượng đổ bộ, các trung đoàn bộ binh sơn chiến 1337 và 1339 (Sư đoàn sơn chiến 318) đã từ Myskhako tấn công qua điểm cao Sakhanaya Golov, đánh vào sau lưng trung đoàn bộ binh 170 và 186 (Đức) đang quay mặt ra hướng biển để chặn quân đổ bộ buộc phải quay lại đối phó.
Đến cuối ngày 10 tháng 9, các đội đổ bộ đã chiếm giữ được các khu vực đầu cầu rộng từ 1,5 km vuông (ở khu vực nhà máy xi măng) đến 3 km vuông (ở khu vực mũi mỏm đất nhô Lyubvy Kholodinik) và đến 3 km vuông (ở khu vực Staropassazhirskoy). Ngày 11 tháng 9, các hạm tàu của hạm đội Biển Đen tiếp tục đổ lên khu vực Staropassazhirskoy một tiểu đoàn xe tăng gồm 15 chiếc T-34. Hơn 3.000 quân của chuyến đổ bộ thứ hai dã tăng viện cho các đầu cầu mới chiếm giữ. Ngày 12 tháng 9, các trung đoàn 1337, 1339 của sư đoàn 318 và Lữ đoàn hải quân đánh bộ 225 chiếm giữ khu vực nhà máy xi măng Vô Sản. Tướng Karl Allmendinger tung một tiểu đoàn xe tăng gồm 20 chiếc của Trung đoàn cơ giới 101 yểm hộ cho các trung đoàn bộ binh 170, 186 213 ra phản kích. Hỏa lực chống tăng của hai trung đoàn 1337 và 1339 đã bắn cháy 7 xe tăng Đức, buộc những chiếc còn lại phải tháo lui. Không có xe tăng yểm hộ, bộ binh Đức thiệt hại nặng. Theo các tài liệu Đức do quân đội Liên Xô thu được tại tòa "Nhà Đỏ", nơi đóng bộ chỉ huy Sư đoàn bộ binh 73 (Đức) tại Novorossiysk, đến ngày 13 tháng 9, trung đoàn 186 chỉ còn lại một tiểu đoàn, trung đoàn 170 chỉ còn lại 40% quân số.
Ngày 13 tháng 9, sư đoàn bộ binh 318 và lữ đoàn hải quân đánh bộ 255 đã làm chủ bán đảo Myskhako, Lữ đoàn hải quân đánh bộ 83 và trung đoàn 270 NKVD đã chiếm giữ toàn bộ khu vực nhà máy xi măng "Vô Sản", Lữ đoàn bộ binh 107 (đổ bộ ngày 11 tháng 9) đã làm chủ toàn bộ quân cảng. Trên hướng Bắc, Sư đoàn bộ binh 176 và lữ đoàn xe tăng 5 đã vượt qua hẻm Kamyshovsk cùng với lữ đoàn bộ binh cận vệ 8 và tiểu đoàn hải quân đánh bộ 393 đánh chiếm Mefodyevka xâm nhập khu ngoại ô Adamovich Balka. Các cuộc chiến trên đường phố Novorossiysk bắt đầu.

### Trong thành phố Novorossiysk
Từ ngày 12 tháng 9, Không quân Đức đã hoạt động mạnh hơn, bắt đầu ném bom, bắn phá các đầu cầu do quân đội Liên Xô chiếm giữ tại bán đảo Myskhako. Tập đoàn quân không quân 4 (Liên Xô) cũng huy động các máy bay cường kích oanh tạc các vị trí của quân Đức trong khu vực Novorossiysk. Tuy nhiên, số lượng máy bay của hai bên tham chiến đều giảm hẳn so với hồi tháng 4 năm 1943 do những thiệt hại không nhỏ sau Chiến dịch Kursk. Tuy có gần 200 máy bay tại căn cứ Temryuk nhưng không quân Đức không thể đánh phá tới cảng Gelendzhik do số máy bay ném bom tầm xa đã được điều động cho các mặt trận tại sông Mius và sông Dniepr. Từ ngày 13 tháng 9, Tập đoàn quân 17 đã phải dựa vào không quân để tiếp tế cho các sư đoàn bộ binh 73 (Đức) và sư đoàn bộ binh 10 (Romania) đang đóng tại Novorossiysk vì hành lang duy nhất nối cánh quân này với chủ lực Tập đoàn quân 17 qua các ga Gaiduk, Verkhnebakansk, Nizhni Bankanskaya (???) đến Krymskoye đã bị đứt bởi cả khu vực Krymskoye đã bị quân đội Liên Xô chiếm lại.
Ngày 13 tháng 9, sườn phải của sư đoàn bộ binh 318 đã được nối liền với trung đoàn bộ binh 55 của sư đoàn 176 ở Markotkh (???) và tiếp tục phát triển đến Neberdzhayevskaya. Quân đức ở Novorossiysk đã thực sự ở trong một cái túi. Các trận chiến trên đường phố Novorossiysk diễn ra quyết liệt bởi Sư đoàn 73 (Đức) cố giữ lấy con đường bộ từ Verkhnebakansk lên Gostagaevskaya, lối thoát thân duy nhất còn lại. Tướng Fritz Franek đã tung toàn bộ trung đoàn cơ giới 101 để đối phó với Lữ đoàn xe tăng 5 (Liên Xô) đã đột phá từ khu vực nhà máy Tháng Mười Đỏ vào phía Đông thành phố. Trên các con phố với các dãy nhà thấp hầu như bị sập đổ bởi bom và pháo xen kẽ với nhà 3 tầng 4 tầng kiên cố hơn bắt đầu xuất hiện các khẩu đội pháo binh bắn tỉa của quân đội Liên Xô được trang bị pháo hạng nhẹ 45 mm yểm hộ cho bộ binh và xe tăng tấn công. Gần quảng trường trung tâm thành phố, hơn 20 xe tăng của trung đoàn cơ giới 101 Đức đã bị phá hủy. Lữ đoàn xe tăng 5 (Liên Xô) mất 2 chiếc KV, 1 chiếc T-34 và 2 pháo tự hành.
Trong các ngày 14, 15 tháng 9, chiến sự diễn ra ác liệt nhất tại khu vực Nhà Đỏ vốn là tòa nhà của Xô viết thành phố. Nhóm quân Đức cố thủ tại đây đã bố trí nhiều hỏa điểm trên cả ba tầng của tòa nhà bằng đá này. Pháo binh nhẹ của quân đội Liên Xô không thể phá đổ các bức tường vững chắc, buộc bộ binh phải đánh chiếm từng tầng nhà trong hỏa lực dày đặc của súng máy và lựu đạn. Để thanh toán nhóm quân Đức tại "Nhà Đỏ", tướng K. N. Leselidze điều trung đoàn đặc nhiệm 270 NKVD vốn có kinh nghiệm tác chiến trong thành phố vào trận nhưng vẫn không giải quyết được các hỏa điểm của quân Đức trên tầng 2 và tầng 3 của tòa nhà. Trong một giải pháp cuối cùng, K. N. Leselidze điều đến khu vực tòa nhà này tiểu đoàn công binh 174 là đơn vị chuyên nghiệp về phá nổ. Dưới sự yểm hộ và dẫn đường của các trinh sát thuộc trung đoàn 270, công binh Liên Xô đã đặt chất nổ lần lượt phá sập các căn phòng, dập tắt từng hỏa điểm của quân Đức trong tòa nhà.
Đêm 15 tháng 9, sức kháng cự của quân Đức trong thành phố yếu dần. Đến 10 giờ sáng ngày 16 tháng 9, hỏa điển cuối cùng của quân Đức tại nhà ga Novorossiysk bị dập tắt. 12 giờ cùng ngày, Đài phát thanh Moskva truyền đi thông cáo của Bộ Tổng tư lệnh tối cao Liên Xô:
| “         | Sau năm ngày đổ bộ và chiến đấu anh dũng, các chiến sĩ Phương diện quân Bắc Kavkaz dưới sự chỉ huy của thiếu tướng Leselidze và các tàu chiến cùng hải quân đánh bộ của Hạm đội Biển Đen dưới sự chỉ huy của Phó đô đốc Vladimirrsky được sự yểm hộ của không quân do trung tướng Ermachenko đã đánh bại kẻ thù. Hôm nay, ngày 16 tháng 9, thành phố Novorossiysk, một hải cảng quan trọng trên Biển Đen đã được giải phóng. | ” |
| — Stavka, | |   |

## Kết quả
Sau một năm bị quân đội Đức Quốc xã chiếm đóng, thành phố và quân cảng Novorossiysk đã trở về tay quân đội Liên Xô. Hạm đội Biển Đen có thêm một căn cứ hải quân quan trọng để tiếp cận và thực hiện các chiến dịch giành lại quyền khống chế hải phận của Liên Xô trên Biển Đen. Đây cũng là căn cứ hậu cần quan trọng cho chiến dịch giải phóng Krym của quân đội Liên Xô dự định thực hiện vào cuối năm 1943, đầu năm 1944. Mặc dù đã đánh quỵ Quân đoàn bộ binh xung kích 5 (Đức) nhưng Hạm đội Biển Đen cũng bị tổn thất do hỏa lực của pháo binh và khong quân Đức. Tổng cộng có 20 tàu thuyền Liên Xô bị đánh đắm và đánh hỏng. Trong đó có 4 tàu tuần duyên, 8 tàu phóng ngư lôi, 5 tàu quét mìn, 3 thuyền chở quân.
Đây là một chiến dịch đổ bộ được tổ chức và phối hợp tốt giữa lục quân và hải quân Xô Viết, đã khắc phục được rất nhiều nhược điểm về chiến thuật và kỹ năng hiệp đồng quân, binh chủng so với Chiến dịch Myskhako hơn nửa năm trước đó. Cánh quân hải quân đánh bộ tấn công từ phía biển đã khai thác được những thuận lợi của căn cứ đầu cầu Myskhako để phân tán binh lực và hỏa lực của đối phương. Cánh quân bộ binh gồm chủ lực Tập đoàn quân 18 tấn công từ phía Đông đã làm cho chủ lực Quân đoàn xung kích 5 (Đức) vốn đã bị suy yếu sau các cuộc tảo thanh căn cứ đầu cầu Myskhako trước đó càng bị căng dãn tối đa, sức phòng thủ giảm sút đáng kể.
Hầu hết quân nhân Liên Xô tham gia chiến dịch Novorossiysk tháng 9 năm 1943 đều được tặng thưởng huân, huy chương các hạng. Trong đó, có ba người được phong danh hiệu Anh hùng Liên Xô gồm trung tá hải quân V. A. Botylev, chỉ huy tiểu đoàn hải quân đánh bộ 393, trung tá A. V. Raykunov và thượng sĩ nhất Filipp Yakovlevich Rubakho (truy tặng).